# Флаг Тары
Флаг Та́рского городского поселения утверждён 30 апреля 2009 года и является официальным символом Тарского городского поселения Тарского муниципального района Омской области Российской Федерации.
Флаг составлен на основании герба Тарского городского поселения по правилам и соответствующим традициям геральдики и отражает исторические, культурные, социально-экономические, национальные и иные местные традиции.

## Описание флага
«Прямоугольное зелёное полотнище с отношением ширины к длине 2:3, несущее по центру изображение бегущего серебряного горностая с червлёным язычком и чёрным кончиком хвоста».

## Символика флага

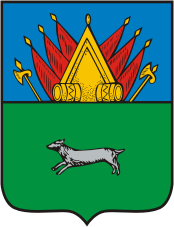
Герб города Тара, 1785 год.

Город Тара возник в 1594 году как крепость на южном рубеже русских владений Сибири. Помимо охранительных функций город долгое время был центром меновой торговли с Джунгарией, Средней Азией. Богатая история Тарской земли связана с освоением Сибири Российским государством.
За основу современного флага Тарского городского поселения взят исторический герб города Тара Тобольского наместничества, Высочайше утверждённый 17 (28) марта 1785 года, подлинное описание которого гласит: «В верхней части щита герб Тобольский. В нижнем зелёном поле, серебряный горностай, в знак изобильности и особливой доброты горностаев в оной округе».
Горностай в геральдике — символ благородства, чистоты и целомудрия.
Зелёный цвет символизирует природу, здоровье, молодость, жизненную силу
Белый цвет (серебро) — символ совершенства, великодушия, мира и взаимопонимания.
Чёрный цвет символизирует мудрость, скромность, честность, надёжность и спокойствие.